# Ingrid Jonker
Pour les articles homonymes, voir Jonker.
Ingrid Jonker, née le 19 septembre 1933 et morte le 19 juillet 1965, est une écrivaine d'Afrique du Sud, de langue afrikaans et issue de la communauté afrikaner. 

## Biographie
Ingrid Jonker est née près de Kimberley dans la province du Cap, fille cadette de Abraham Jonker et de Beatrice Jonker née Cilliers. Ses parents s'étaient séparés avant même sa naissance. Béatrice Jonker retourna alors vivre chez ses parents, propriétaires fermiers près de la ville du Cap. Cinq ans plus tard, le grand-père Cilliers mourut laissant démunie toute sa famille. En 1943, Beatrice Jonker mourut à son tour. Ingrid Jonker et sa sœur Anna furent alors élevées par son père et sa troisième épouse au côté de leur demi-frère. 
C'est à l'âge de 6 ans qu'Ingrid Jonker commença à écrire des poèmes et à l'âge de 16 ans entama une correspondance régulière avec Dirk Opperman, un écrivain et poète sud-africain. 
Si c'est à l'âge de 13 ans qu'elle écrivit son premier recueil de poème (Na die somer - après l'été), sa première publication (Ontvlugting - la fuite) eut lieu en 1956 alors qu'elle avait 23 ans.
En 1956 elle épouse Pieter Venter et leur fille Simone naît en 1957. Le couple s'installe à Johannesburg. Cependant, ils se séparent trois ans plus tard. Elle déménage alors pour revenir au Cap. 
Son père, député du parti national, fut alors nommé président de la commission de censure du parlement sud-africain. À son grand embarras, sa fille était une opposante politique au pouvoir en place. Leur différend s'étala sur la place publique, ce qui amena le père à renier sa fille en plein débat parlementaire. À la même époque, Ingrid Jonker était la maitresse de deux écrivains engagés, Jack Cope et André Brink. L'un des deux était responsable de sa grossesse non désirée et Ingrid Jonker se fit pratiquer une interruption volontaire de grossesse alors que l'avortement était un crime selon les lois sud-africaines de l'époque. 
Le rejet de son père et l'acte d'avortement contribua à la dépression d'Ingrid Jonker qui prit la décision de se faire interner en 1961 à l'hôpital psychiatrique de Valkenberg.
En 1963, un nouveau recueil de ses poèmes fut publié. L'accueil du public de langue afrikaans fut hostile alors que Jonker était désormais cataloguée comme écrivaine progressiste au côté de Breyten Breytenbach, André Brink, Adam Small et Bartho Smit (les Sestigers). 
Jonker remporta malgré tout le prix littéraire de la presse de langue afrikaans qui lui permit de partir voyager en Europe. Après le refus de Jack Cope de l'accompagner, c'est au bras d'André Brink qu'elle visita Paris et Barcelone. C'est au cours de ce voyage que Brink lui annonça qu'il refusait de quitter son épouse et c'est prématurément qu'il retourna en Afrique du Sud. 
Dans la nuit du 19 juillet 1965, tourmentée dans sa vie personnelle et désespérée par la situation de son pays, Jonker se rendit sur la plage de Three Anchor Bay, entra dans la mer et se noya. 
Après son suicide, Jack Cope établit la fondation Ingrid Jonker qu'il dirigea jusqu'à sa mort en 1991. Simone Venter est l'unique ayant-droit de toutes les œuvres de sa mère.

## Postérité
Les poèmes d'Ingrid Jonker ont été traduits en français, allemand, polonais, zoulou, néerlandais et hindi.  
Le prix Ingrid Jonker récompense les meilleurs jeunes poètes de langue afrikaans ou anglaise. 
Durant son discours d'ouverture de la session parlementaire le 24 mai 1994, Nelson Mandela lut le poème « Die Kind » au sujet d'un enfant noir tombé sous les balles d'un policier blanc. 
En 2004, Ingrid Jonker reçut à titre posthume la médaille de l'ordre de Ikhamanga pour sa contribution à la littérature sud-africaine et pour son combat pour les droits de l'homme. 
En 2005, le chanteur Chris Chameleon transféra en paroles de chansons plusieurs poèmes d'Ingrid Jonker.
En 2007, un documentaire et un film lui sont consacrés. 
En 2009, la cantatrice Charlotte Margiono interprète plusieurs poèmes d'Ingrid Jonker sur une musique de Frans Ehlhart. (Album Hierdie Reis) 
En 2010, Simone Venter demanda à Frédéric Boulleaux de réaliser une série de dessins sur plusieurs poèmes en amont du film qui lui est consacré.
En 2012, le film de Paula van der Oest, Ingrid Jonker sort au cinéma.
En 2017, Nimrod publie L'enfant n'est pas mort aux éditions Bruno Doucey où il croise les portraits d'Ingrid Jonker et Nelson Mandela qui lui rendit hommage lors de son discours d’investiture devant le parlement sud-africain en 1994.
En 2020, deux recueils d'Ingrid Jonker, De Fumée et d'ocre (Rook en oker) et Soleil incliné (Kantelson), paraissent en un livre unique aux éditions La Barque (traduction Boris Hainaud).
En septembre 2024, Sylvain Josserand publie chez L'Harmattan un recueil de poèmes intitulé C'est un souffle. Dans ce livre figure en page 36 une traduction française du poème Die kind d'Ingrid Jonker. En regard l'auteur fait figurer en réponse (et hommage) à Ingrid Jonker son poème L'enfant d'Ingrid
En annexe du même ouvrage figure une biographie d'Ingrid Jonker.

## Hommages
En France en 2012, une rue de Saint-Ouen (Seine-Saint-Denis) située près de la Porte Pouchet a pris son nom.
Elle apparaît parmi les femmes de lettres évoquées par Cécile A. Holdban dans Premières à éclairer la nuit, Paris, arléa, 2024, p. 45-56.